# 加达卡
加达卡（英語：Gadaka）是位于尼日利亚约贝州的一个城镇，坐标为 11º18'N ，11º22'E，人口6万人。